# Callan McAuliffe
Callan Ryan Claude McAuliffe (Sydney, 24 januari 1995) is een Australisch acteur.

## Biografie
McAuliffe is van Ierse en Engelse afkomst. Hij begon op achtjarige leeftijd met acteren in Australische series. Hij maakte zijn Amerikaanse debuut in de film Flipped.

## Filmografie
- Gemeinsame Normdatei: 1068241225
- International Standard Name Identifier: 0000 0001 0760 2387
- Library of Congress Control Number: no2010189370
- Nationale Bibliotheek van Tsjechië: xx0200786
- Virtual International Authority File: 160262496
- WorldCat: E39PBJbtpPrQJKpR3FJQ6VvWDq